# Shun Itō
Shun Itō (jap. 伊東 俊 Itō Shun; ur. 29 października 1987) – japoński piłkarz występujący na pozycji pomocnika. Obecnie występuje w Kyoto Sanga F.C.

## Kariera klubowa
Od 2010 roku występował w klubach Montedio Yamagata, Ehime FC i Kyoto Sanga F.C.